# Distretto di Huancavelica
Il distretto di Huancavelica è uno dei diciannove distretti della provincia di Huancavelica, in Perù. Si trova nella regione di Huancavelica e si estende su una superficie di 514.10 chilometri quadrati.